# Tysklands delstater
De enkelte delstater (tysk: Bundesländer) i Tyskland har udstrakt selvstyre og kan på områder som miljø, kultur og uddannelse i vidt omfang gennemføre deres egen lovgivning. Der kan derfor være store forskelle på love og forordninger fra delstat til delstat. Valg til delstatsparlamenterne finder som hovedregel sted hvert fjerde år.
Delstaterne er repræsenteret i Forbundsrådet (Bundesrat), der holder til i det tidligere preussiske Herrenhaus (parlament) i Berlin. Forbundsrådets vigtigste opgave er at varetage delstaternes interesser i sager, der vedrører deres kompetence. Det er delstaternes regeringer der udpeger repræsentanterne til Forbundsrådet.

## Oversigt over de tyske delstater med basisinformation
| Våben | Delstat                    | Ministerpræsident            | Regerings- koalition    | Stemmer i Bundesrat | Areal (km²) | Indb. (mio.) | Indb. pr. km² | Hovedstad   |
| ----- | -------------------------- | ---------------------------- | ----------------------- | ------------------- | ----------- | ------------ | ------------- | ----------- |
|       | Baden-Württemberg          | Winfried Kretschmann (Grüne) | Grüne og CDU            | 6                   | 35.751      | 10,631       | 297           | Stuttgart   |
|       | Bayern (fristat)           | Markus Söder (CSU)           | CSU og Freie Wähler     | 6                   | 70.550      | 12,604       | 179           | München     |
|       | Berlin (bystat)            | Franziska Giffey (SPD)       | SPD, Grüne og Die Linke | 4                   | 892         | 3,422        | 3836          | —           |
|       | Brandenburg                | Dietmar Woidke (SPD)         | SPD, CDU og Grüne       | 4                   | 29.654      | 2,449        | 83            | Potsdam     |
|       | Bremen (bystat)            | Andreas Bovenschulte (SPD)   | SPD, Grüne og Die Linke | 3                   | 419         | 0,657        | 1568          | Bremen      |
|       | Hamburg (bystat)           | Peter Tschentscher (SPD)     | SPD og Grüne            | 3                   | 755         | 1,746        | 2313          | —           |
|       | Hessen                     | Boris Rhein (CDU)            | CDU og Grüne            | 5                   | 21.115      | 6,045        | 286           | Wiesbaden   |
|       | Mecklenburg-Vorpommern     | Manuela Schwesig (SPD)       | SPD og Die Linke        | 3                   | 23.212      | 1,597        | 69            | Schwerin    |
|       | Niedersachsen              | Stephan Weil (SPD)           | SPD og Grüne            | 6                   | 47.613      | 7,791        | 164           | Hannover    |
|       | Nordrhein-Westfalen        | Hendrik Wüst (CDU)           | CDU og Grüne            | 6                   | 34.110      | 17,572       | 515           | Düsseldorf  |
|       | Rheinland-Pfalz            | Malu Dreyer (SPD)            | SPD, Grüne og FDP       | 4                   | 19.854      | 3,994        | 201           | Mainz       |
|       | Saarland                   | Anke Rehlinger SPD           | SPD                     | 3                   | 2.569       | 0,991        | 386           | Saarbrücken |
|       | Sachsen (fristat)          | Michael Kretschmer (CDU)     | CDU, Grüne of SPD       | 4                   | 18.420      | 4,046        | 220           | Dresden     |
|       | Sachsen-Anhalt             | Reiner Haseloff (CDU)        | CDU, SPD og FDP         | 4                   | 20.452      | 2,245        | 110           | Magdeburg   |
|       | Slesvig-Holsten            | Daniel Günther (CDU)         | CDU og Grüne            | 4                   | 15.800      | 2,816        | 178           | Kiel        |
|       | Thüringen (fristat)        | Bodo Ramelow (Die Linke)     | Die Linke, SPD og Grüne | 4                   | 16.173      | 2,161        | 134           | Erfurt      |
|       | Bundesrepublik Deutschland | Olaf Scholz                  | SPD, Grüne og FDP       | —                   | 357.340     | 80,767       | 226           | Berlin      |

Per 31. december 2013.

## Delstaternes flag
- Baden-Württemberg
- Fristaten Bayern
- Berlin
- Brandenburg
- Freie Hansestadt Bremen
- Freie und Hansestadt Hamburg
- Hessen
- Mecklenburg-Vorpommern
- Niedersachsen
- Nordrhein-Westfalen
- Rheinland-Pfalz
- Saarland
- Fristaten Sachsen
- Sachsen-Anhalt
- Slesvig-Holsten
- Fristaten Thüringen